# Zelus tetracanthus
Zelus tetracanthus är en insektsart som beskrevs av Carl Stål 1862. Zelus tetracanthus ingår i släktet Zelus och familjen rovskinnbaggar. Inga underarter finns listade i Catalogue of Life.